# Harlekin agyarashal

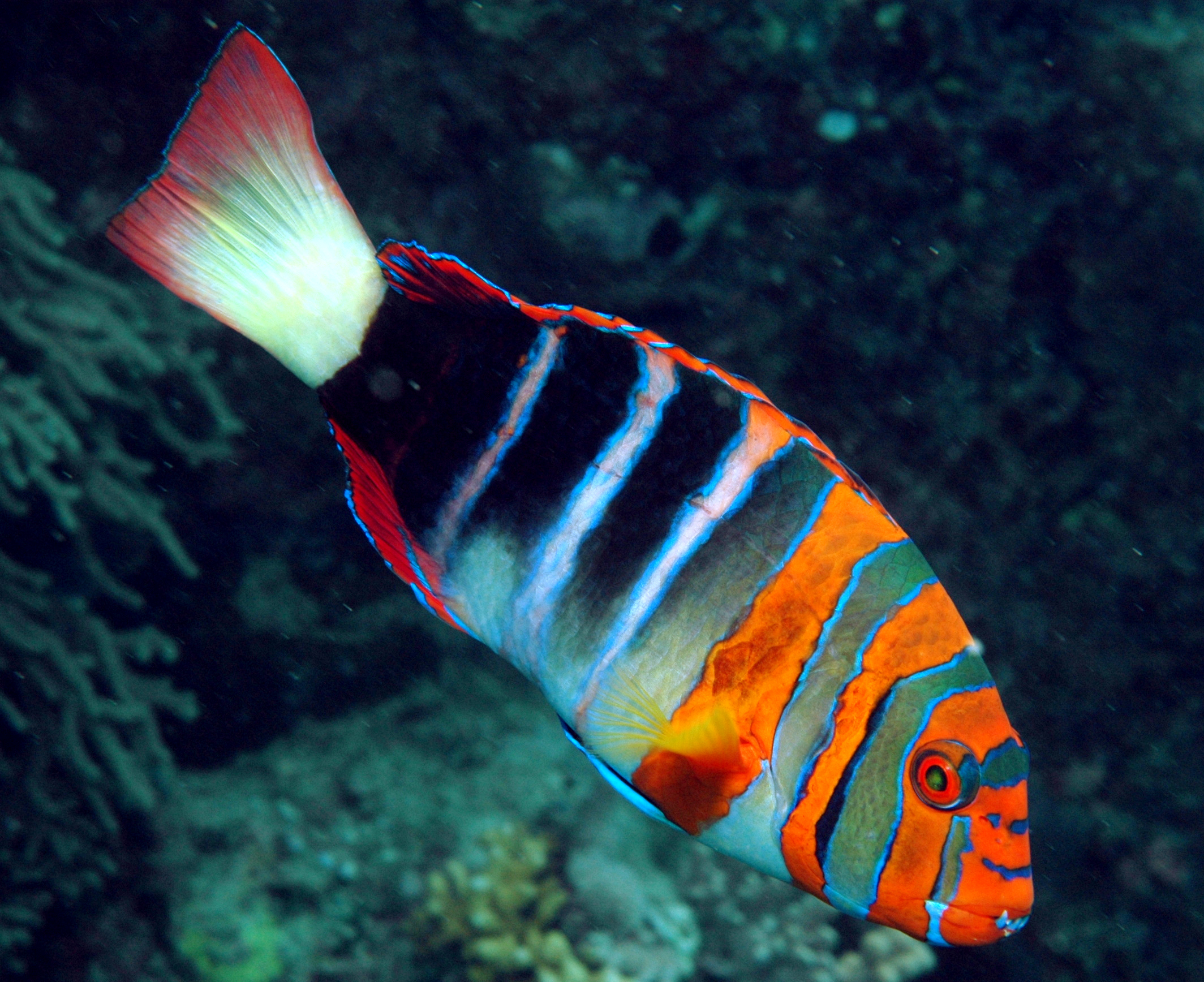
harlekin agyarashal

harlekin agyarashal egy angliai akváriumban

A harlekin agyarashal (Choerodon fasciatus) a sügéralakúak (Perciformes) rendjébe, az ajakoshalfélék (Labridae) családjába tartozó faj. Szubtrópusi elterjedésű, tengeri hal, a korallzátonyok közelében fordul elő 5-35 méteres mélységben. Emberre teljesen veszélytelen, az akváriumok kedvelt díszhala.

## Előfordulása
A tengerbe nyúló zátonyok lakója, ott ahol a vízhőmérséklet 25-28 Celsius-fok körül van. A Csendes-óceán nyugati részén a Rjúkjú-szigetektől Tajvanig, illetve a Vörös-tengertől Új-Kaledónián át Ausztráliáig fordul elő, de populációi nem összefüggő, hanem elszórt területeket alkotnak.

## Megjelenése
A kifejlett példányok nagysága 30 centiméter. Élénk színű tengeri hal a testét 7 vagy 8 pár egymást váltó, vörös, kék, fehér és feketés sávok díszítik. Az Ausztráliában előforduló példányok általában erősebb színárnyalatokat viselnek. A mellúszókat 2 nem elágazó, és 14 elágazó úszósugár merevíti. 10-14 darab hát előtti pikkelye van, melyek a fej felső részének középvonalán elhelyezkedő szemüreg hátsó meghosszabbítása előtt az orr irányába nyúlnak.

## Életmódja
Táplálkozását tekintve ragadozó életmódot folytat, étrendjét puhatestűek, rákok, férgek és tüskésbőrűek alkotják. Akváriumi tartása során elfogyasztja a húsos ételeket és a sózott rákot. Viselkedését tekintve monogám életmódot folytat és territóriumot tart fenn, melyet szükség esetén meg is védelmez. De megfigyelték azt is, hogy a felnőttek időszakosan együtt is élhetnek kis laza csoportokban.

## Akváriumi tartása
Akváriumi tartása a közepesen nehezek közé sorolható. Monogám életmódja miatt ideális, ha egyedül van. Fiatalabb korában viselkedése félénk és más fajok támadásait nem tudja kivédeni. Felnőtt példányai viszont agresszívvé válnak a vele együtt tartott más fajokkal szemben. Az ideális akvárium számára 500 literes és a sós víz hőmérsékletének 25 Celsius körülinek kell lennie.

### Internetes leírások a harlekin agyarashalról
- A faj szerepel a Természetvédelmi Világszövetség Vörös Listáján. IUCN. (Hozzáférés: 2012. január 30.)
- A faj adatlapja a FishBase oldalán. FishBase. (Hozzáférés: 2012. január 30.)
- A taxon adatlapja az ITIS adatbázisában. Integrated Taxonomic Information System. (Hozzáférés: 2012. január 30.)
- Harlequin Tuskfish Choerodon fasciatus (Günther, 1867). BioLib.cz. (Hozzáférés: 2012. január 30.)
- Choerodon fasciatus harlequin tuskfish (angol nyelven). Encyclopedia of Life. (Hozzáférés: 2012. január 30.)
- Choerodon fasciatus (Günther, 1867) (angol nyelven). uBio. (Hozzáférés: 2012. január 30.)
- Choerodon fasciatus (Günther, 1867). WoRMS, World Register of Marine Species. (Hozzáférés: 2012. január 30.)
- Taxon: Choerodon fasciatus (Günther, 1867) - harlequin tuskfish. The Taxonomicon. (Hozzáférés: 2012. január 30.)
- Choerodon fasciatus. zipcodezoo.com. (Hozzáférés: 2012. január 30.)[halott link]